# استنلی اسپنسر
سِر استنلی اسپنسر (به انگلیسی: Sir Stanley Spencer) ‏(۳۰ ژوئن ۱۸۹۱ - ۱۴ دسامبر ۱۹۵۹) نقاش اهل انگلستان است.

## زندگی‌نامه
استنلی اسپنسر در سال ۱۸۹۱ در کوکم در برکشایر انگستان به دنیا آمد و در ۱۹۵۹ در کلیودن از دنیا رفت.
در سال‌های بین ۱۹۰۸ تا ۱۹۱۲ در مدرسهٔ اسلید به تحصیل پرداخت. در ۱۹۱۲ در دومین نمایشگاه پست‌امپرسیونیستی گالری‌های گرافتن در لندن شرکت جست. در سال‌های ۱۹۱۵ تا ۱۹۱۸ در ارتش خدمت کرد. در این دوره بیشتر خارج از لندن، در جنوب انگلستان به سر می‌برد. در ۱۹۲۷ نخستین نمایشگاه انفرادی خودر را در گالری گوویل در لندن برگزار کرد. در سال ۱۹۳۵ ب عضویت آکادمی سلطنتی درآمد. در سال ۱۹۳۸ نمایشگاه انفرادی خودر را در پاویون انگلستان در بی‌ینال ونیز برگزار کرد. در ۱۹۴۰-۱۹۴۱ صحنه‌نگار رسمی جنگ شد.
در سال مرگش به دریافت عنوان سِر (Sir) از ملکهٔ انگلستان نائل شد. اسپنسر به سبب قدرت تخیل و انتخاب موضوع‌های بکر، یکی از شخصیت‌های بدیع در هنر قرن بیستم انگستان به‌شمار می‌آید.